# Eryngium caeruleum
Eryngium caeruleum är en flockblommig växtart som beskrevs av Friedrich August Marschall von Bieberstein. Eryngium caeruleum ingår i släktet martornar, och familjen flockblommiga växter. Inga underarter finns listade i Catalogue of Life.

## Bildgalleri

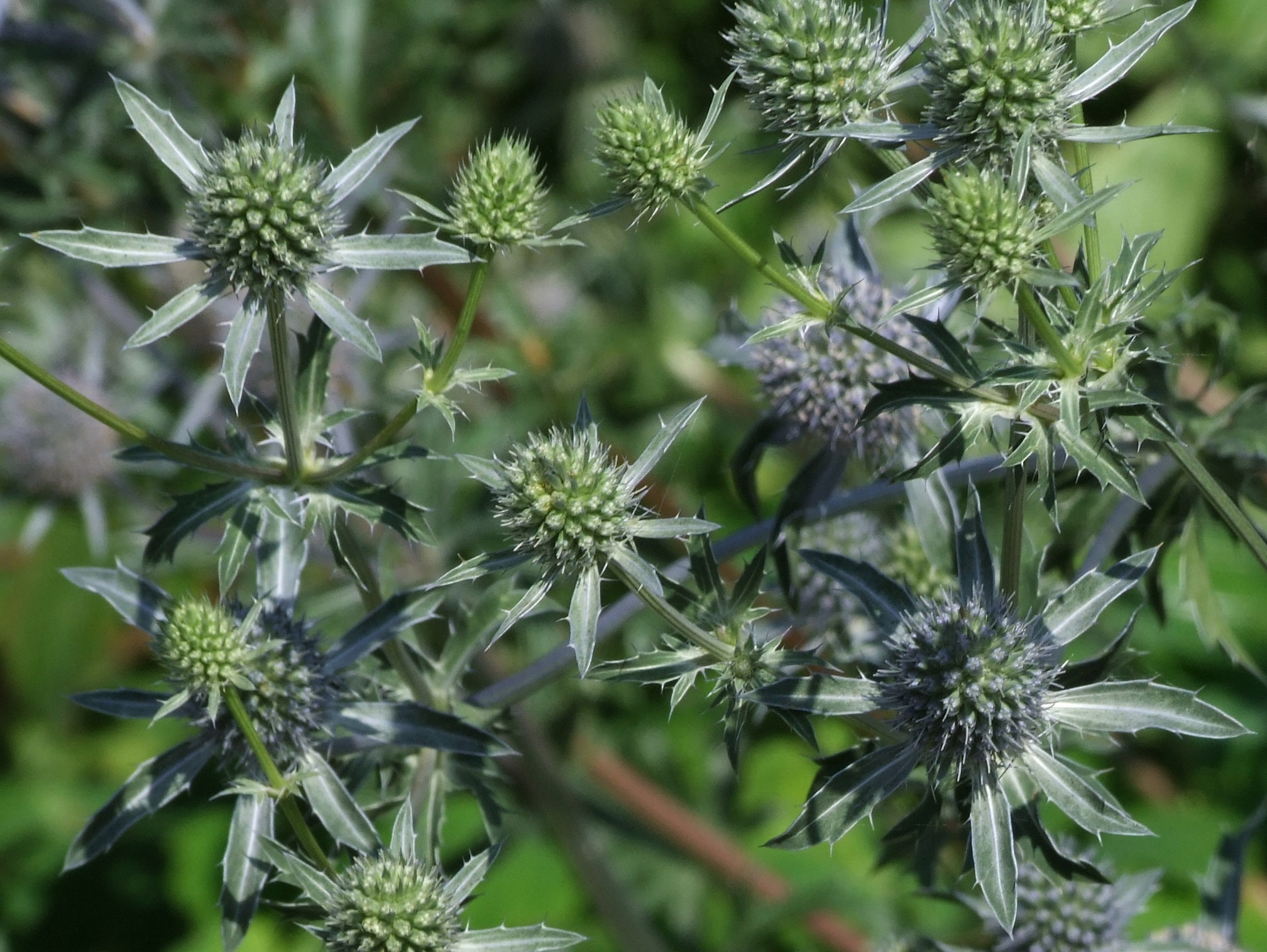